# 埃姆斯代滕米倫巴赫河

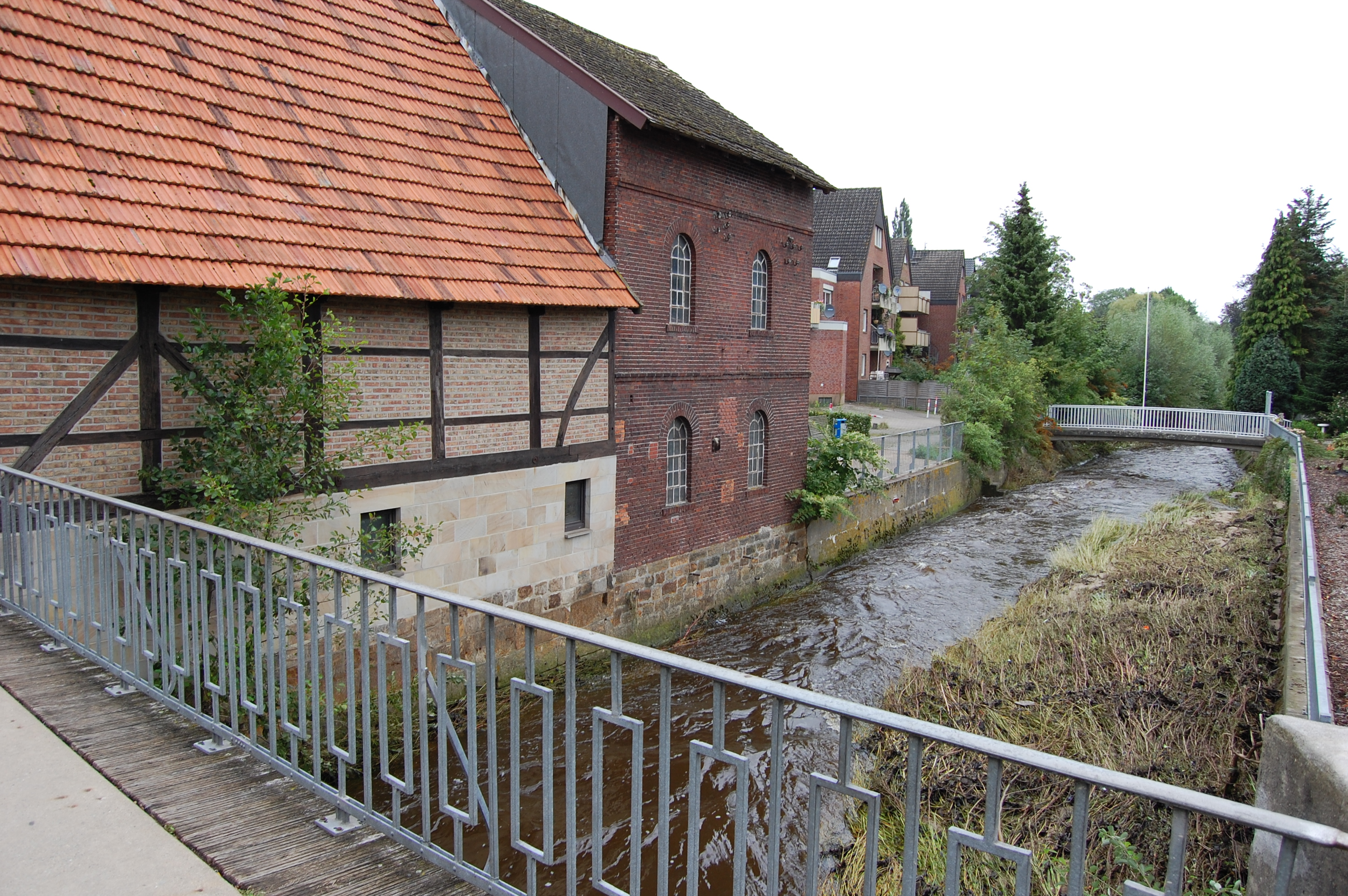

52°10′49.91″N 7°32′39.61″E / 52.1805306°N 7.5443361°E
埃姆斯代滕米倫巴赫河（德語：Emsdettener Mühlenbach），是德國的河流，位於該國西部，流經北萊茵-威斯特法倫州，屬於埃德河的左支流，河道全長19.6公里，流域面積108平方公里。